# 2001年美国网球公开赛
2001年美国网球公开赛。

## 冠军
单打列出冠亚军以及决赛比分，双打列出冠军组合。

### 男子单打
主条目：2001年美國網球公開賽男子單打比賽
莱顿·休伊特（澳洲）7-64 6-1 6-1 皮特·桑普拉斯（美国）

### 女子单打
主条目：2001年美國網球公開賽女子單打比賽
大威廉姆斯（美国）6-2 6-4 小威廉姆斯（美国）

### 男子双打
主条目：2001年美國網球公開賽男子雙打比賽
韋恩·布萊克（印度）/凱文·烏利耶特（白俄罗斯）

### 女子双打
主条目：2001年美國網球公開賽女子雙打比賽
麗莎·雷蒙德（美國）/雷内·斯塔布斯（澳洲）

### 混合双打
主条目：2001年美國網球公開賽混合雙打比賽
雷内·斯塔布斯（澳洲）/托德·伍德布里奇（澳洲）

## 外部連結
- 官方網站（页面存档备份，存于）

| 前任： 2000年美國網球公開賽     | 美國網球公開賽 | 繼任： 2002年美國網球公開賽 |
| 前任： 2001年温布尔登網球錦標賽 | 網球大滿貫     | 繼任： 2002年澳洲網球公開賽 |